# Petra Kostovčíková
Petra Tirpák Kostovčíková (* 25. května 1977, Havířov) je česká tanečnice a trenérka.

## Životopis
Se svým německým partnerem Christianem Polancem se úspěšně zúčastnila mezinárodních tanečních soutěží. Jejími největšími úspěchy jsou: mistryně ČR v latinskoamerických tancích, vicemistryně Německa v latinskoamerických tancích, vicemistryně světového poháru v latinskoamerických tancích, finalistka Světových her, semifinalistka Mistrovství světa a Evropy v latinskoamerických tancích. Známá je hlavně z Bailanda, kde jako jediná porotkyně hodnotila soutěžní páry a z reality show StarDance. V první řadě pořadu se společně s Václavem Vydrou umístila na 2. místě  a ve čtvrté řadě jako porotkyně hodnotila soutěžní páry.